# 348-го Квартала
Посёлок 348-го Квартала, 348-го Квартала — посёлок в Кемеровской области России, входит в состав Анжеро-Судженского городского округа. Население 510 человек (2021).

## География
Посёлок расположен в Кузнецкой котловине, в лесной местности, вблизи р. Левые Козлы.
Уличная сеть
состоит из семи географических объектов, все — советского опроисхождения, большинство с однотипным названием: ул. Гайдара, ул. Гайдара 1-я, ул. Гайдара 2-я, ул. Гайдара 3-я, ул. Гайдара 4-я, ул. Стаханова, ул. Энтузиастов.

## Население
| 1970 | 1979 | 1989 | 2002 | 2010 | 2021 |
| ---- | ---- | ---- | ---- | ---- | ---- |
| 842  | ↘760 | ↘390 | ↗718 | ↘603 | ↘510 |

Национальный и гендерный состав
По данным Всероссийской переписи населения на 2010 год, в посёлке проживало 603 человека (373 мужчины и 230 женщин, 61,9 и 38,1 %% соответственно).
Согласно результатам переписи 2002 года, в национальной структуре населения русские составляли 92 % от 718 жителей.

## Инфраструктура
Шахта.

## Транспорт
Остановки «348-й квартал», «Силовая», «Шахтоупправление Сибирская». Автобусный маршрут 2.